# Nieuwoudtville
Nieuwoudtville este un oraș din provincia Noord-Kaap, Africa de Sud.

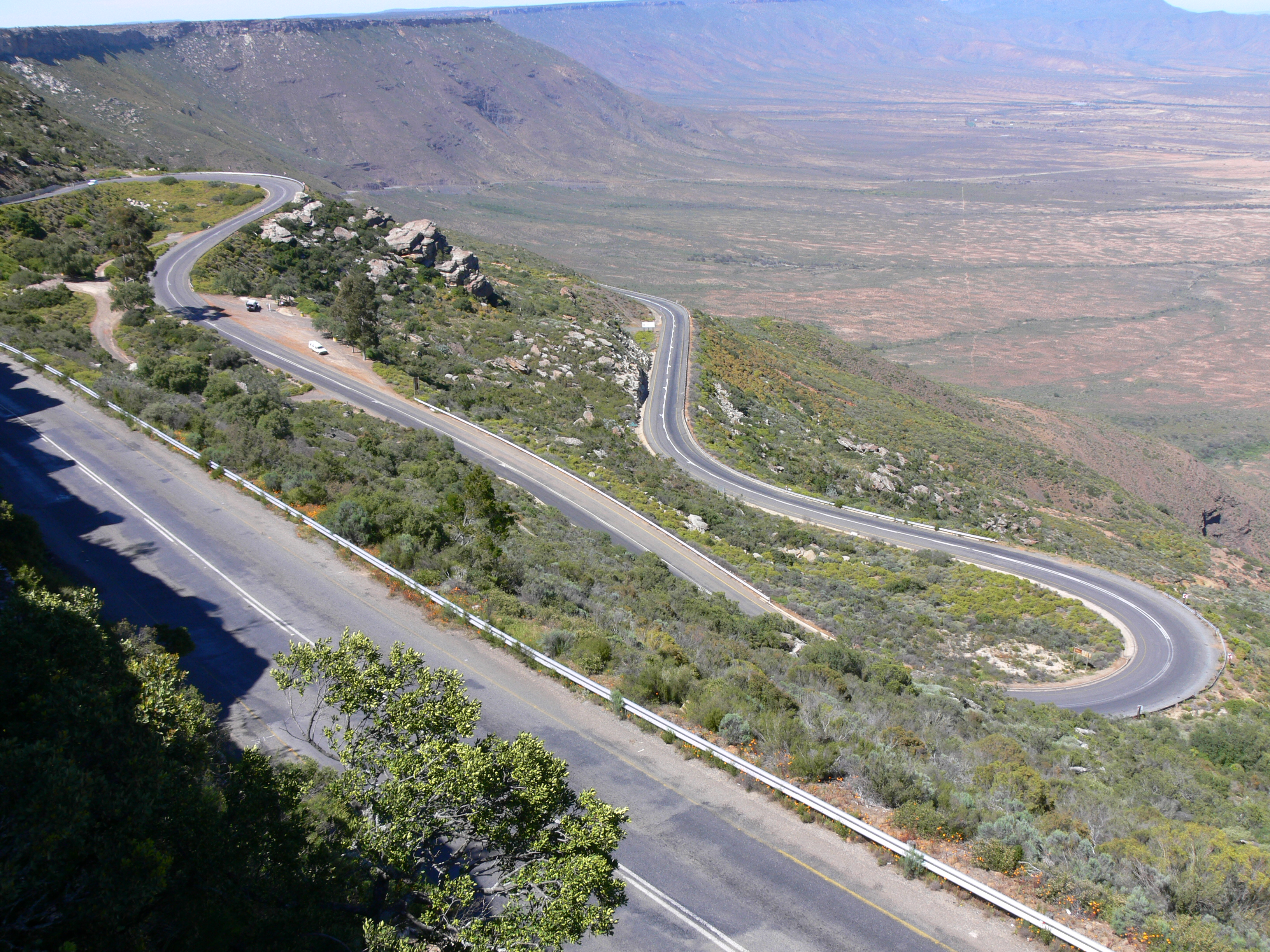
VanRhyns Pass
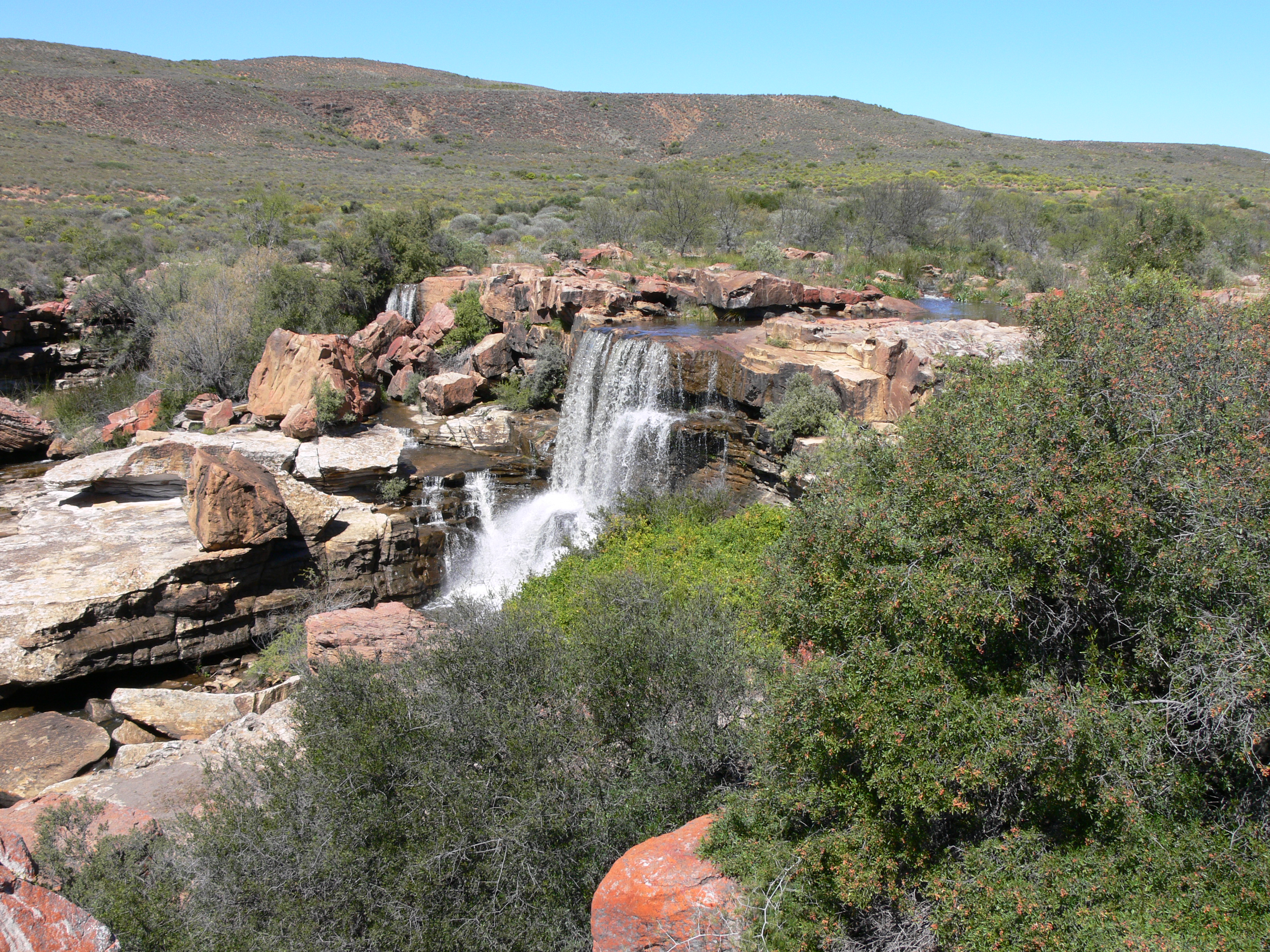
Cascadă Nieuwoudtville
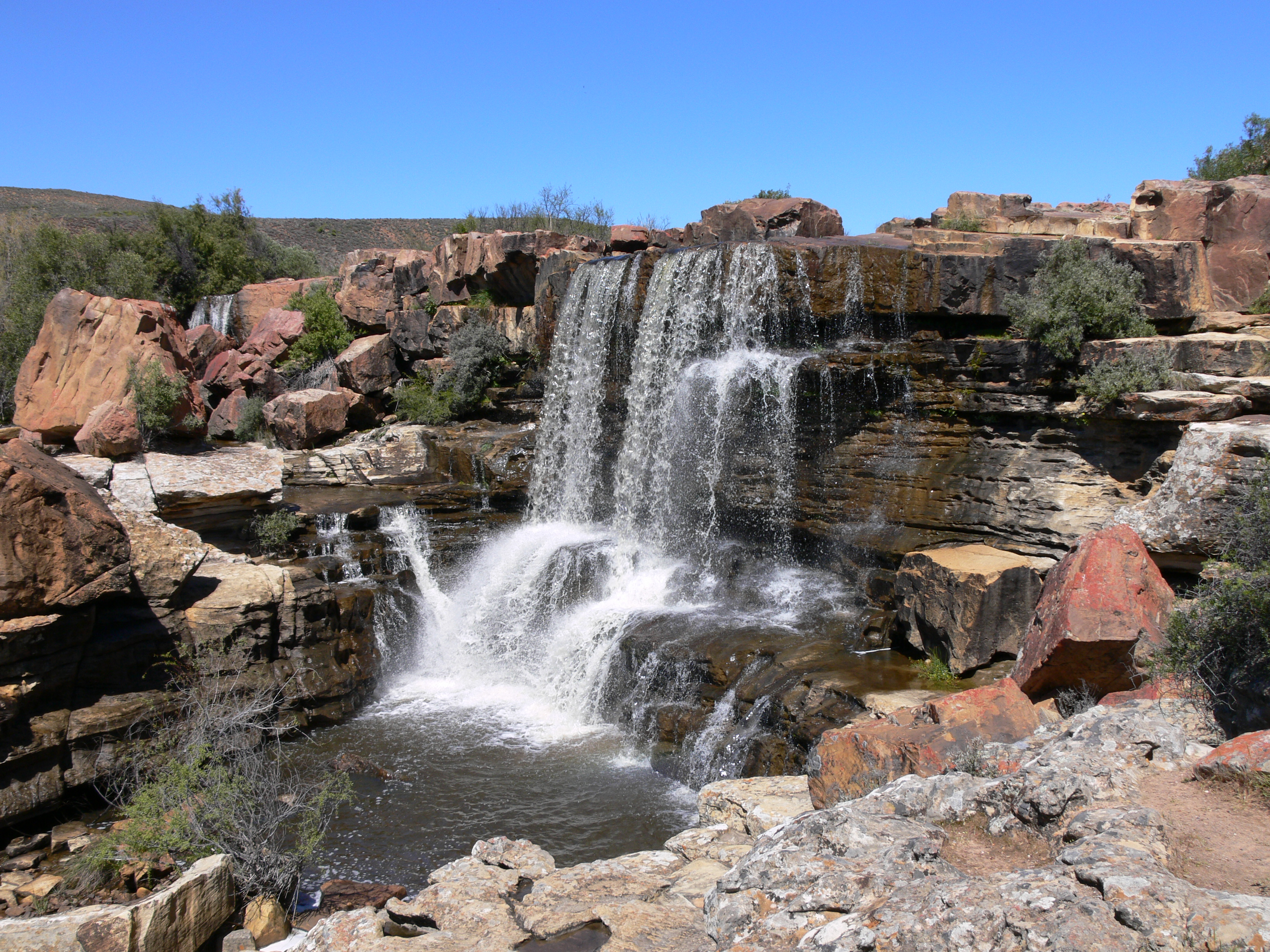
Cascadă Nieuwoudtville
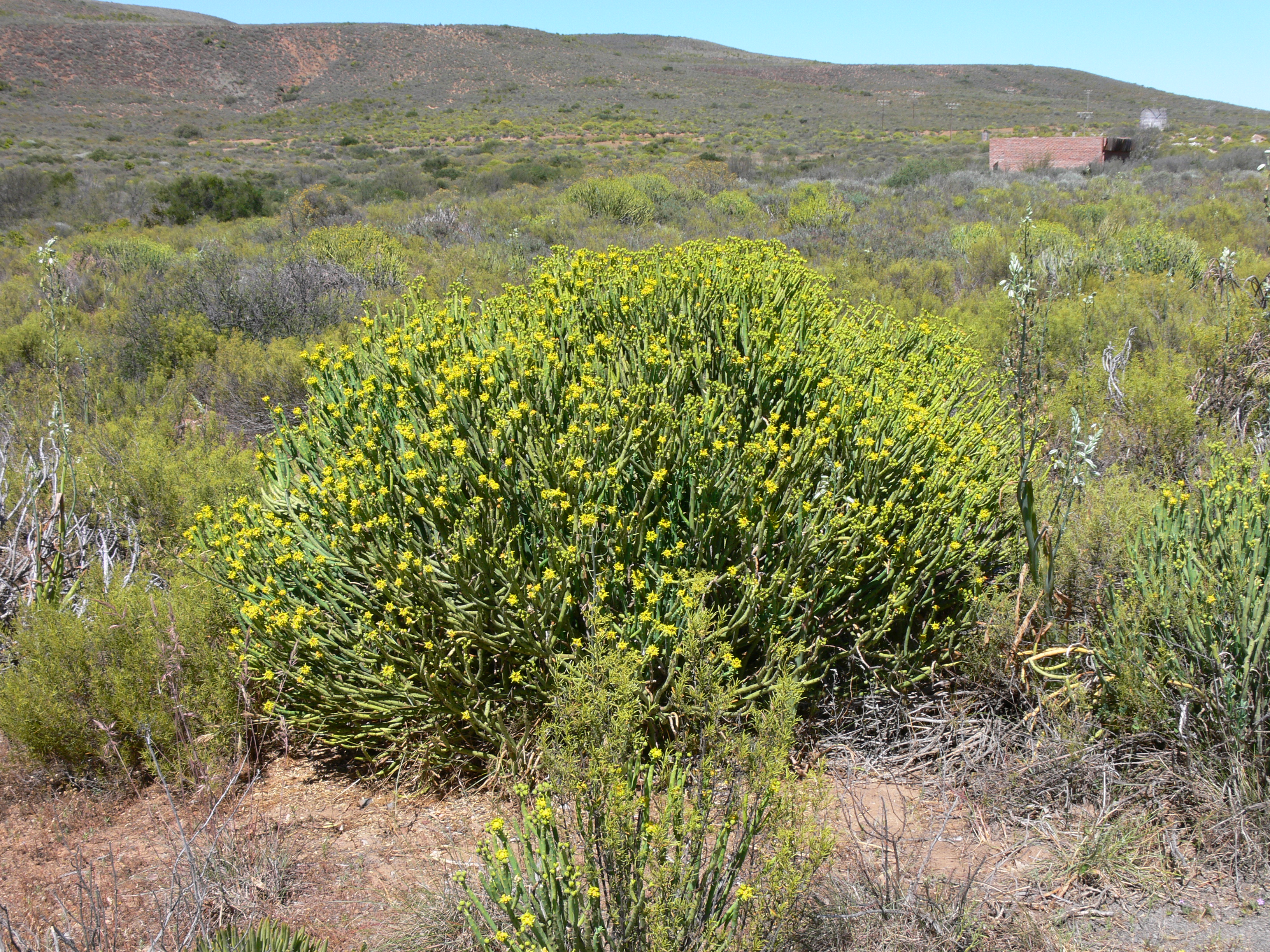
Euphorbia mauritanica, Cascadă Nieuwoudtville